# Суккозерское сельское поселение
Суккозе́рское сельское поселение — муниципальное образование в Муезерском районе Республики Карелия Российской Федерации.
Административный центр — посёлок Суккозеро.

## Население
| 2009  | 2010  | 2012  | 2013  | 2014  | 2015  | 2016  |
| ----- | ----- | ----- | ----- | ----- | ----- | ----- |
| 2023  | ↘1503 | ↘1469 | ↘1389 | ↘1324 | ↘1267 | ↘1206 |
| 2017  | 2018  | 2019  | 2020  | 2021  | 2023  |       |
| ↘1179 | ↘1130 | ↘1073 | ↘1019 | ↘900  | ↘861  |       |

## Населённые пункты
В сельское поселение входят 4 населённых пункта:
| № | Населённый пункт | Тип населённого пункта | Население |
| - | ---------------- | ---------------------- | --------- |
| 1 | Гимолы           | посёлок                | ↘190      |
| 2 | Суккозеро        | посёлок                | ↘1076     |
| 3 | Тумба            | посёлок                | ↘123      |
| 4 | Суун             | станция                | →0        |